# Квалификационное время

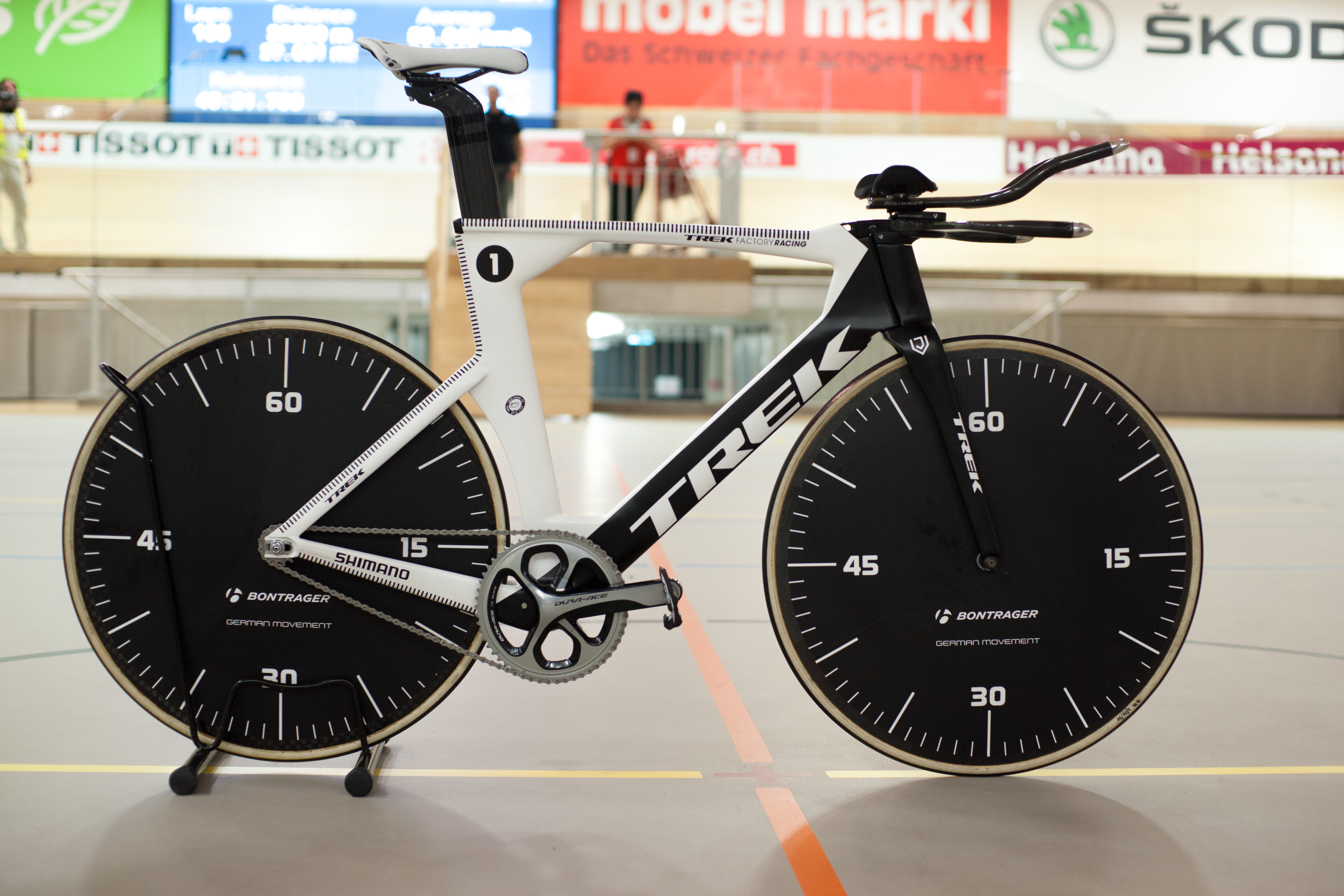
Велосипед немецкого шоссейного велогонщика Йенса Фогта, на котором он поставил новый часовой мировой рекорд в 2014 году

Квалификационное время (англ. time trial) — самое быстрое время на определённой дистанции, зафиксированное судьями или специальными уполномоченными людьми, за которое спортсмен/команда спортсменов проходит квалификацию в основной раунд, отборочное или основное состязание/соревнование на скорость и пересекает(-ют) первым(-и) финишную прямую, обеспечивая тем самым самый лучший результат.

## В спорте
В велоспорте, например, квалификационное время присутствует на соревнованиях по:
- одному из направлений шоссейного велоспорта — индивидуальной гонке (индивидуальной гонке на время с раздельным стартом), где спортсмены соревнуются поодиночке в стремлении преодолеть дистанцию за самый короткий период времени[1], а также в командной гонке на время с раздельным стартом[2];
- спринту (одно из основных направлений велогонок на треке), где спортсменов-участников отбирают по результатам квалификационных заездов, а в гонках на время и командном спринте (соревнования на коротких дистанциях) время фиксируется по факту перечения спортсменом/ми финишной линии[3];
- многодневным шоссейным соревнованиям (велогонкам в виде многодневки, продолжительностью от нескольких дней до более 7 дней), где фиксируют проход каждого этапа гонки за самое короткое время, проход последнего этапа гонки, и награждают как победителя каждого этапа гонки, так и лидера генеральной классификации по времени, лидеров других классификаций (в том числе и командную классификацию)[4]; Гранд туру[5]).

В лыжных гонках, к примеру, время финиша и время старта фиксируется с точностью до 1/100 (0.01). Затем от финишного времени вычитывается стартовое время, и в результате определяется чистое время квалификации спортсмена. Его точность определяют до 1/10 (0.1), отбрасывая сотые от чистого времени (например, время 00:27:14.58 станет 00:27:14.5).
В соревнованиях по биатлону в индивидуальной гонке, а также при спринте побеждает тот спортсмен, кто показывает лучшее время на дистанции.
В таком виде спорта как гребной слалом на соревнованиях по прохождению дистанции участка реки или искусственной трассы на скорости побеждает тот, кто за самое минимальное время преодолевает эту дистанцию. При этом квалификационное время каждого спортсмена определяется таким способом — от зафиксированного времени прохождения финишного створа вычитается время пересечения стартового створа.
Во многих дисциплинах мотоспорта при отборочных заездах фиксируется лучшее квалификационное время, что затем определяет последовательность доступа гонщика к основному заезду соревнований. Победителем основного заезда считается гонщик, который быстрее всех, первый пересек финишную линию.